# Château de Kerivon
Le château de Kerivon est situé sur l'ancienne commune de Buhulien (Lannion), dans le département des Côtes-d'Armor.

## Historique
Ancienne propriété de la famille Le Gualès.
Le monument fait l’objet d’une inscription au titre des monuments historiques depuis le 31 mai 1946.